# سوسمار دیواری ایبری
سوسمار دیواری ایبری (نام علمی: Podarcis hispanicus)، یک گونه سوسمار دیواری کوچک از سردهٔ Podarcis است که در شبه جزیره ایبری، در شمال غربی آفریقا و در نواحی ساحلی در لانگداک روسیون در فرانسه یافت می‌شود. در زبان اسپانیایی، این مارمولک معمولاً لاگارتیجا ایبریکا نامیده می‌شود.
چندین زیرگونه مختلف از سوسمار دیواری ایبری در اسپانیا و پرتغال (جایی که تنها مارمولک کوچک در بیشتر نیمه جنوبی ایبری است)، جنوب غربی فرانسه، مراکش، الجزایر و تونس یافت می‌شوند.

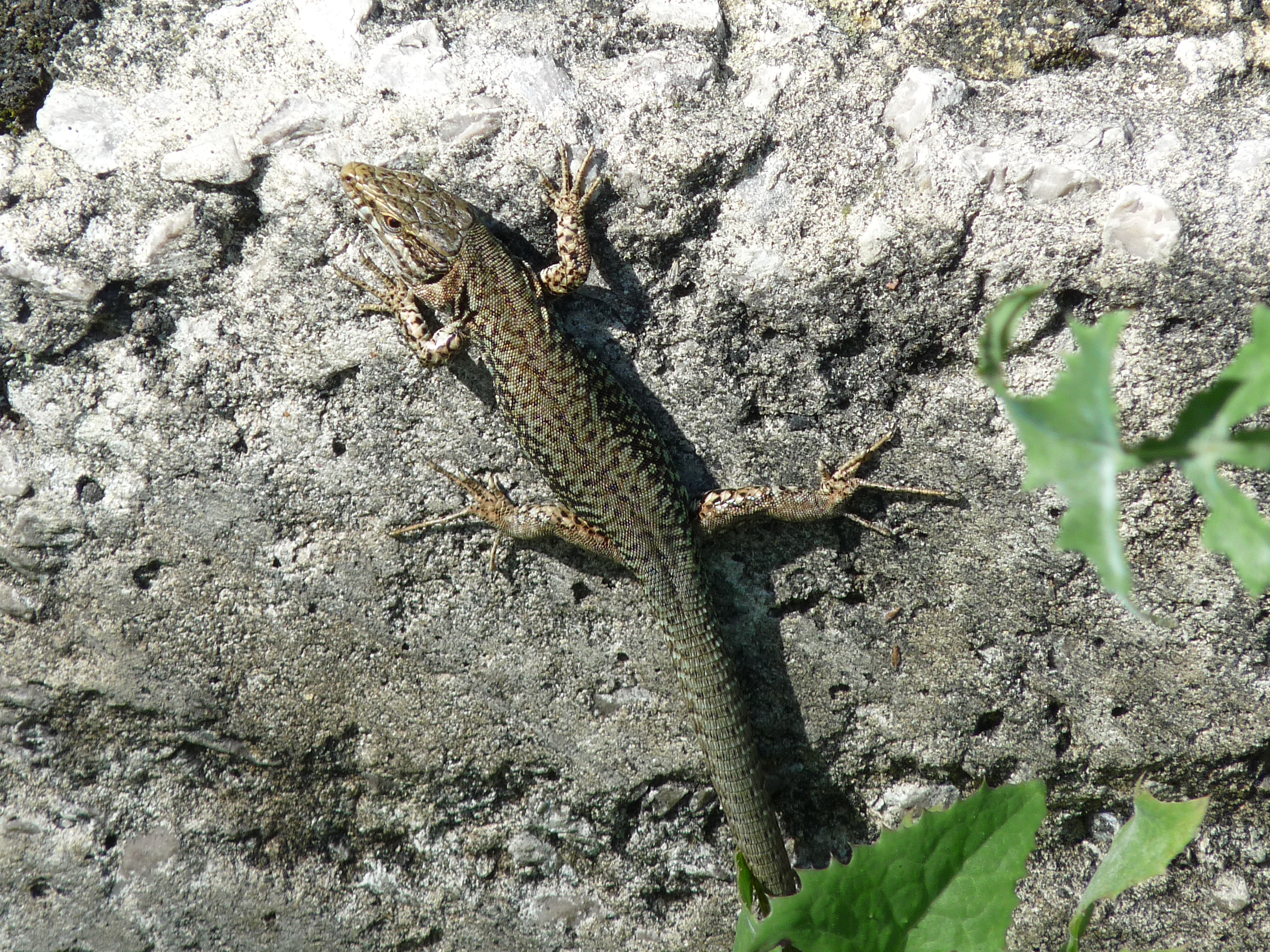
Podarcis hispanicus با رنگ پوست قهوه‌ای و زرد

Podarcis hispanicus تخم‌زا هستند.